# Małgosia Bela
Małgosia Bela (nacida Małgorzata Bela, Cracovia, 6 de junio de 1977) es una modelo y actriz polaca. Como modelo ha trabajado en pasarelas para marcas como Comme des Garçons, Givenchy y Balenciaga en 1998 y ha posado en varias ocasiones para la revista Vogue. En 2004 hizo su debut en el cine en la película polaca Ono y en 2016 fue seleccionada por Luca Guadagnino para integrar el reparto de la película de horror Suspiria.

## Vida personal
Tiene un hijo, Jozef (nacido en 2004), con su primer marido, el director Artur Urbański. Se casó con el francés Jean-Yves Le Fur en 2013 en Italia. Poco después se divorciaron. A finales de 2017 se casó por tercera vez, está vez con el director Paweł Pawlikowski.

## Filmografía

### Cine y televisión
| Año  | Título                        | Rol               | Notas            |
| ---- | ----------------------------- | ----------------- | ---------------- |
| 2004 | Ono                           | Ewa               |                  |
| 2005 | Karol, un uomo diventato Papa | Hanna Tuszynska   | Película para TV |
| 2006 | Karol, un Papa rimasto uomo   | Hanna Tuszynska   | Película para TV |
| 2006 | Wszyscy jesteśmy Chrystusami  | Ela               |                  |
| 2011 | Janosik: A True Story         | Maria             |                  |
| 2011 | Without Secrets               | Weronika Kasprzyk | 8 episodios      |
| 2018 | Suspiria                      | Madre             | [ 6 ]            |